# Arthur Henry Hardinge
Sir Arthur Henry Hardinge, GCMG, KCB (Londres, 12 de octubre de 1859-27 de diciembre de 1933) fue un diplomático británico.

## Biografía
Hijo del general Arthur Edward Hardinge (1828–1892), comandante del ejército de Bombay y más tarde gobernador de Gibraltar, estudió Historia en el Balliol College de la Universidad de Oxford y fue miembro del All Souls College en 1881. También fue Paje de honor de la reina Victoria entre 1870 y 1876.
Se casó en 1899 con Alexandra Mina Ellis, hija del general de división sir Arthur Ellis. Tuvieron una hija y dos hijos, Henry Hardinge (1905-1925) y George Hardinge (1912-1927).

## Carrera diplomática

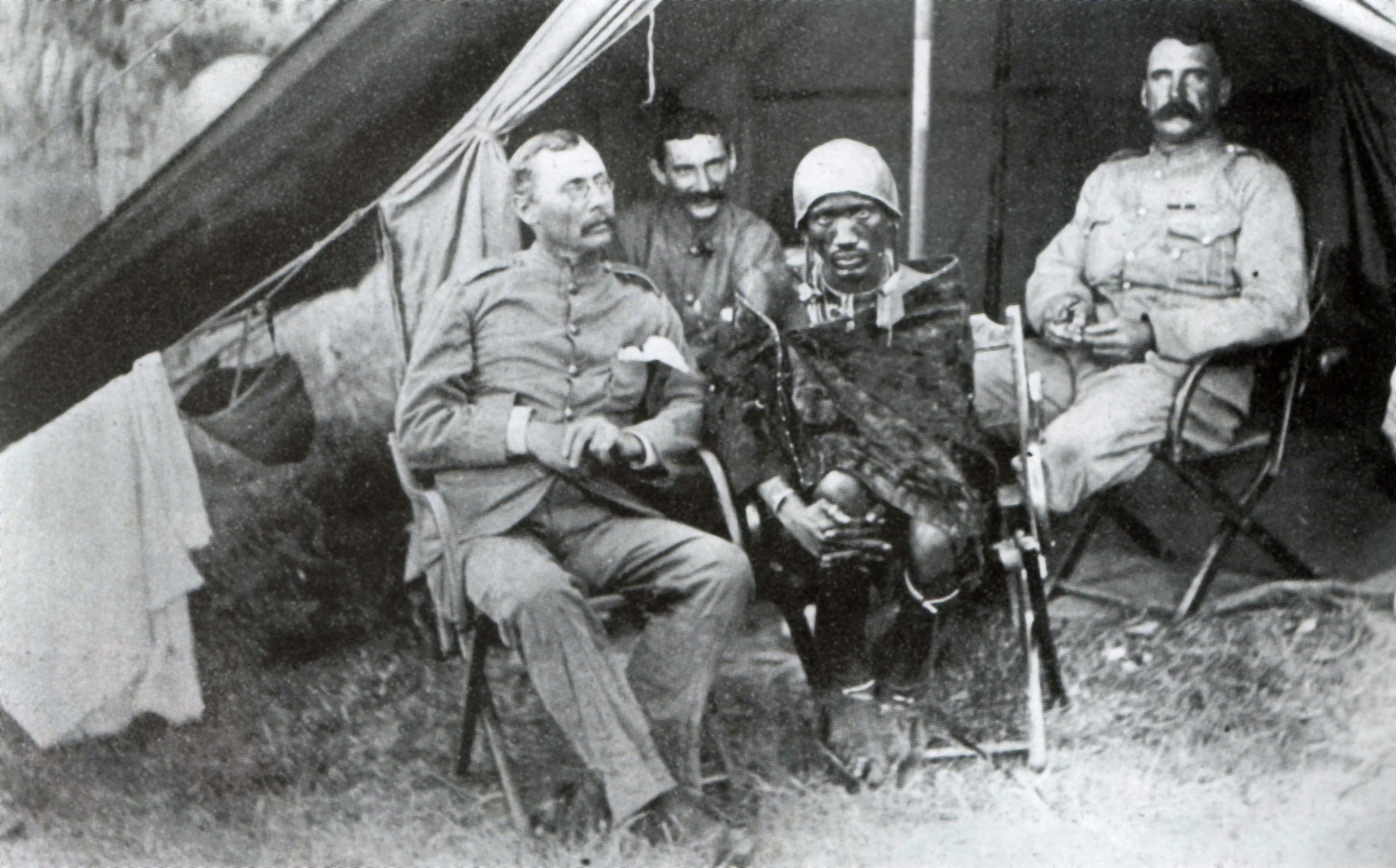
Lenana, curandero de los Masái, junto a Arthur Hardinge, con gafas, hacia 1890.

Hardinge ingresó en el Ministerio de Relaciones Exteriores británico en 1880 y tuvo su primer destino como agente en Madrid, en 1883, bajo el mando del embajador Robert Morier. Actuó como secretario del ministro de Relaciones Exteriores, lord Salisbury, en 1885 y cuando Robert Morier fue nombrado embajador en San Petersburgo, le siguió como su asistente personal.
En 1887 fue a Estambul, a las órdenes de sir William White, trasladándose en 1890 a Bucarest. Acompañó al zar ruso en su viaje a la India entre 1890 y 1891, y luego fue cónsul general en funciones en El Cairo en 1891, bajo el mando sir Evelyn Baring .
Se jubiló en 1920, a los 61 años. Durante su etapa final en Barcelona fue amigo de Pilar Millán Astray, escritora y espía española.
En sus últimos años escribió varios libros, entre ellos Life of Lord Carnarvon (1925) y dos volúmenes de autobiografía, A Diplomatist in Europe (1927) y A Diplomatist in the East. De ideología conservadora, al final de sus días se unió a los partidarios del fascismo británico.  
Murió en Mortlake y fue enterrado en el cementerio de St. Peter, Fordcombe, Kent.

## Distinciones
- Compañero de la Orden del Baño (CB, 1895; KCB, 1904)
- Orden de San Miguel y San Jorge (KCMG, 1897; GCMG, 1910)